# Melanarsita
La melanarsita és un mineral de la classe dels fosfats. El nom reflecteix la pertinença del mineral als arsenats i el seu color negre (del grec melanos).

## Característiques
La melanarsita és un arsenat de fórmula química K₃Cu₇Fe3+O₄(AsO₄)₄. Va ser aprovada com a espècie vàlida per l'Associació Mineralògica Internacional l'any 2014, sent publicada per primera vegada el 2016. Cristal·litza en el sistema monoclínic. La seva duresa a l'escala de Mohs és 4.
Segons la classificació de Nickel-Strunz, la pertany a «08.BH: Fosfats, etc. amb anions addicionals, sense H₂O, amb cations de mida mitjana i gran, (OH, etc.):RO₄ = 1:1» juntament amb els següents minerals: thadeuïta, durangita, isokita, lacroixita, maxwellita, panasqueiraïta, tilasita, drugmanita, bjarebyita, cirrolita, kulanita, penikisita, perloffita, johntomaïta, bertossaïta, palermoïta, carminita, sewardita, adelita, arsendescloizita, austinita, cobaltaustinita, conicalcita, duftita, gabrielsonita, nickelaustinita, tangeïta, gottlobita, hermannroseïta, čechita, descloizita, mottramita, pirobelonita, bayldonita, vesignieïta, paganoïta, jagowerita, carlgieseckeïta-(Nd), attakolita i leningradita.
L'exemplar que va servir per a determinar l'espècie, el que es coneix com a material tipus, es troba conservat a les col·leccions del Museu Mineralògic Fersmann, de l'Acadèmia de Ciències de Rússia, a Moscou (Rússia), amb el número de registre: 4550/1.

## Formació i jaciments
Va ser descoberta a la fumarola Arsenàtnaia, que es troba al segon con d'escòria de l'avanç nord de la Gran erupció fissural del volcà Tolbàtxik, al krai de Kamtxatka (Rússia), on es troba en forma de cristalls tabulars a prismàtics de fins a 0,4 mm, separats o combinats en grups de fins a 1 mm de diàmetre, o en crostes de fins a 0,02 x 1 x 1 cm que cobreixen escòries de basalt. Aquesta fumarola russa és l'únic indret de tot el planeta on ha estat descrita aquesta espècie mineral.